# 田中和子 (競輪選手)
田中 和子（たなか かずこ、1933年9月21日 - 2014年4月26日）は、元女子競輪選手。兵庫県出身。現役時代は日本競輪選手会奈良支部所属。日本競輪選手養成所設立以前の期前選手で、選手登録番号は405（女子）。選手登録名は旧姓で、後に高橋 和子（たかはし かずこ）となる。

## 来歴
友人の松下五月（本名：安田利津子=旧姓・松下=、選手登録番号女子404）からの誘いを受け、選手を志す。当時は選手募集を県単位で自転車振興会が独自に行っていたため、たまたまその時点で実施していた奈良県自転車振興会の選手登録検定（プロテスト）を受けたことで、田中は奈良登録のまま選手生活を通した。
デビューは1950年9月の取手競輪場で、初出走初勝利を挙げた。その開催では2日目は落車転倒するも、最終日は決勝戦に出走し3着（落車転倒して決勝戦に進出できた理由は不明）。当時、大学卒の月給が約9000円だった頃で、このデビュー戦の賞金は2万円だったという。
デビューしてまもなくの頃は、神奈川の渋谷小夜子が断然強く、田中はその影に隠れていた形となっていたが、1952年に川崎競輪場で開催された第6回全国争覇競輪において渋谷らを破って初のタイトルを奪取した。さらに渋谷が引退すると独擅場の強さを誇るようになり、特別競輪を15回制覇。また、後続をぶっちぎって悠々と1着ゴールしたケースも数知れず、落車を1回した以外は全て1着であったという年まであった（過去の新聞では、判明しているだけでも「70連勝」「22連覇」という記事が確認できる）。年間賞金女王も引退するまでに5回、特に1952年は昭和期の女子競輪では最高となる1,852,220円を獲得した（1951年は資料毀損で不明）。この驚愕ともいえる強さから、今もなお、昭和期の女子競輪（1949年 - 1964年）の代表選手として、田中の名前を挙げる人は少なくない。ちなみに「男子選手」の特別競輪全冠制覇は1988年の井上茂徳まで達成した選手はいなかったが、女子競輪における「全冠制覇」は、田中が1955年に達成しており、また女子では唯一の全冠制覇選手でもある。また、当時トップスターの一人であった高橋恒と結婚し、結婚後もしばらく競走生活を続けていた。
しかし1960年限りで引退を表明し、1961年4月25日選手登録消除。その後、田中が引退したことでスター選手不在も同然となり、昭和期の女子競輪廃止の機運が一気に高まったと見られる。引退後は一男一女を儲け、西宮市に住居を構えたこともあり、甲子園競輪場にあった食堂の経営者になった。同競輪場の3角付近に当該食堂が存在した。
なお、他に選手登録番号72番としての田中和子がいるが、栃木県登録、1932年3月20日生まれであり別人である。

## 主な獲得タイトル
1952年
第6回全国争覇競輪（川崎競輪場）
1954年
第5回高松宮妃賜杯競輪（大津びわこ競輪場）
第9回全国争覇競輪（川崎競輪場）
1955年
第6回高松宮妃賜杯競輪（大津びわこ競輪場）
第9回全国都道府県選抜競輪（大宮競輪場）
第10回全国争覇競輪（大阪中央競輪場）
第3回競輪祭（小倉競輪場）
1956年
第10回全国都道府県選抜競輪（名古屋競輪場）
第7回高松宮妃賜杯競輪（大津びわこ競輪場）
第11回全国都道府県選抜競輪（神戸競輪場）
1957年
第8回高松宮妃賜杯競輪（大津びわこ競輪場）
1958年
第14回全国都道府県選抜競輪（花月園競輪場）
第15回全国都道府県選抜競輪（一宮競輪場）
1959年
第16回全国都道府県選抜競輪（立川競輪場）
1960年
第17回全国都道府県選抜競輪（一宮競輪場）
年間賞金女王
1952年、1955年、1957年、1958年、1959年